# NGC 7227
NGC 7227 (również PGC 68243 lub UGC 11942) – galaktyka soczewkowata (S0), znajdująca się w gwiazdozbiorze Jaszczurki. Odkrył ją Édouard Jean-Marie Stephan 1 września 1872 roku.